# بروک‌پورت (ایلینوی)
بروک‌پورت، ایلینوی (به انگلیسی: Brookport, Illinois) یک شهر در ایالات متحده آمریکا با جمعیت ۱٬۰۵۴ نفر است که در ایلی‌نوی واقع شده‌است.

## موقعیت جغرافیایی
موقعیت جغرافیایی شهرها و مناطق اطراف به شرح زیر است: